# Muaná
Muaná è un comune del Brasile nello Stato del Pará, parte della mesoregione di Marajó e della microregione di Arari.